# Luka Jones
Luka Jones (Veintiocho de Julio, Chubut, 7 de enero de 1999) es un político argentino que se desempeñó como secretarío de Planificación, Obras y Servicios Públicos de Dolavon, en 2023 fue elegido como intendente de Veintiocho de Julio, con el 43% de los votos, ganándole el cargo a quien fue su maestra de sexto grado quien buscaba una reelecion, siendo el intendente más joven votado en el país. 

## Biografía
Luka nació en Veintiocho de Julio, Chubut, en 1999. Realizó sus estudios primarios y secundarios en Veintiocho de julio.
Proveniente de una familia ligada al agro. “Nací y vivo en la chacra. Mi vida se desarrolla en la chacra. Al principio iba a estudiar ingeniería agronómica, pero decidí dedicarme a la construcción, por familiares. Me interesa el rubro de la construcción, pero nunca me despegué de lo agrario, desde los 17 se involucro en la política y a los 19 asumió la secretaría del Planificación, Obras y Servicios Públicos de Dolavon, en su familia ya había pasión por la política ya que su padre Marcelo Jones fue concejal y su tío Daniel Díaz fue Intendente de Esquel y diputado provincial 

En las elecciones provinciales de 2023 acompañó a Juan Pablo Luque en la fórmula para gobernador de la alianza Arriba Chubut

## Intendencia de Veintiocho de Julio
En julio de 2023, Jones se postuló como candidato a intendente de Veintiocho de Julio por la alianza Arriba Chubut, respaldada por Unión por la Patria. Obtuvo 209 votos, superando ampliamente a la entonces intendenta Adriana Agüero, quien buscaba la reelección y obtuvo poco más de 100 votos. 
Tras su elección, Jones expresó: "Sencillito y de alpargatas llegamos a construir un proyecto". Destacó la importancia de la participación juvenil en la política y se comprometió a utilizar la política como herramienta de transformación social. 
Uno de los principales proyectos de su gestión es la construcción de una planta potabilizadora de agua para el pueblo, una necesidad básica que hasta entonces no se había concretado. Jones enfatiza la relevancia de este proyecto para mejorar la calidad de vida de los habitantes de Veintiocho de Julio.